# Совместная резолюция (США)
Совме́стная резолю́ция — в законодательстве США нормативный правовой акт, требующий одобрения обеими палатами Конгресса: Сенатом и Палатой представителей, после чего представляется для утверждения президенту аналогично биллю.
С точки зрения законотворчества совместная резолюция практически ничем не отличается от билля: чтобы стать законом, она проходит ту же процедуру согласования в обеих палатах Конгресса и требует, за единственным исключением, одобрения президентом, или повторного одобрения Конгрессом для преодоления президентского вето. Также как и в случае с биллем при не подписании президентом в течение десяти дней автоматически становится законом. Закон, принятый через совместную резолюцию, имеет ту же силу, что и закон, принятый на основе билля. С помощью совместной резолюции принимаются поправки к конституции США, при этом президенту они не представляются, а согласно статье 5 Конституции США направляются для ратификации в законодательные органы штатов.
Хотя совместная резолюция и билль используются в законодательном процессе, в настоящее время каждый из этих актов применяется для разных целей. Билль используется для дополнения, отмены или изменения законов, входящих в Кодекс Соединённых Штатов, и двенадцати ежегодных законов об ассигнованиях. Совместная резолюция в основном используется для следующего:
- чтобы санкционировать небольшие ассигнования;
- для прологирования ассигнований на следующий год, если новые бюджетные законы не были подписаны в срок;
- для создания временных комиссий и других подобных структур (пример: Комиссия 9/11);
- для временных исключений из действующих законов (пример: Уловка Сэксби);
- для объявления войны;
- для присоединения территорий по более простой и быстрой процедуре в сравнении с договором о присоединении (примеры: Присоединение Техаса к США, Резолюция Ньюлендса).